# Giovonnie Samuels
Giovonnie Lavette Samuels (n. 13 de noviembre de 1985) es una ex actriz estadounidense y artista de la voz más conocida por su papel de Nia Moseby en The Suite Life of Zack & Cody y por ser una serie regular en All That (donde fue reemplazada por Kianna Underwood quien reemplazó a Jamie Lynn Spears en 2005).

## Vida y carrera
Samuels nació en San Diego, California. Comenzó a aparecer en All That durante 2002, convirtiéndose rápidamente en una de las actrices más regularmente presentadas en el programa, junto a Jamie Lynn Spears y otros. Samuels también apareció en episodios de That's So Raven como la prima de Raven, Betty Jane. También apareció en Boston Public. Samuels también hizo un trabajo de voz en off para el programa animado de Bill Cosby, Fatherhood, en Nick at Nite. En 2006, apareció en la película Bring It On: All or Nothing, la tercera película de Bring It On. También apareció como extra en el video "Backflip" de Raven-Symoné y en la película de 2007 Freedom Writers. Además, Samuels ha aparecido en la película Christmas At Water's Edge. En julio de 2007, comenzó a aparecer como un personaje recurrente en The Suite Life of Zack & Cody como Nia Moseby, sobrina de Marion Moseby (Samuels reemplazó a Ashley Tisdale, que se ausentó debido a la filmación de High School Musical 2). En 2012, tuvo un papel recurrente como Camille en la serie Mr. Box Office.
- Datos: Q456753